# Matrice di Vandermonde
In algebra lineare con matrice di Vandermonde si indica una matrice le cui righe (oppure le cui colonne) hanno elementi, a partire da 1, in progressione geometrica: {\displaystyle a_{i,j}=\alpha _{i}^{j-1}} (oppure la trasposta {\displaystyle a_{i,j}=\alpha _{j}^{i-1}}). Prende il nome dal matematico francese Alexandre-Théophile Vandermonde.
{\displaystyle V={\begin{pmatrix}1&\alpha _{1}&\alpha _{1}^{2}&\dots &\alpha _{1}^{n-1}\\1&\alpha _{2}&\alpha _{2}^{2}&\dots &\alpha _{2}^{n-1}\\1&\alpha _{3}&\alpha _{3}^{2}&\dots &\alpha _{3}^{n-1}\\\vdots &\vdots &\vdots &&\vdots \\1&\alpha _{m}&\alpha _{m}^{2}&\dots &\alpha _{m}^{n-1}\\\end{pmatrix}}.}

## Determinante
Una matrice quadrata di Vandermonde di ordine {\displaystyle n} ha determinante
{\displaystyle \det(V)=\prod _{1\leq i<j\leq n}(\alpha _{j}-\alpha _{i}),}
cioè è il prodotto di tutte le possibili differenze (contate una volta sola, con segno opportuno) tra i coefficienti.
Da quest'espressione per il determinante segue che le matrici quadrate di Vandermonde hanno determinante nullo solo se hanno due coefficienti {\displaystyle \alpha _{i}} uguali, ossia due righe uguali. In particolare, il rango di una generica matrice di Vandermonde è il minimo tra il numero di colonne e il numero di distinti coefficienti {\displaystyle \alpha _{i}} (ossia di righe distinte).

### Dimostrazione
Questa formula si dimostra per induzione sull'ordine {\displaystyle n.}

Vale per {\displaystyle n=1} (prodotto vuoto).

Per il passo induttivo, supponendo vera la formula per l'ordine {\displaystyle n-1,} il determinante di una matrice di Vandermonde di ordine {\displaystyle n} può essere calcolato:
- sottraendo ad ogni colonna la colonna precedente moltiplicata per {\displaystyle \alpha _{1}}

{\displaystyle \det(V)=\det {\begin{pmatrix}1&0&0&\dots &0\\1&\alpha _{2}-\alpha _{1}&\alpha _{2}(\alpha _{2}-\alpha _{1})&\dots &\alpha _{2}^{n-2}(\alpha _{2}-\alpha _{1})\\1&\alpha _{3}-\alpha _{1}&\alpha _{3}(\alpha _{3}-\alpha _{1})&\dots &\alpha _{3}^{n-2}(\alpha _{3}-\alpha _{1})\\\vdots &\vdots &\vdots &&\vdots \\1&\alpha _{n}-\alpha _{1}&\alpha _{n}(\alpha _{n}-\alpha _{1})&\dots &\alpha _{n}^{n-2}(\alpha _{n}-\alpha _{1})\end{pmatrix}};}
- dividendo ogni riga {\displaystyle j}-esima (tranne la prima) per il termine {\displaystyle \alpha _{j}-\alpha _{1}}, portandolo fuori dalla matrice

{\displaystyle \det(V)=\det {\begin{pmatrix}1&0&0&\dots &0\\(\alpha _{2}-\alpha _{1})^{-1}&1&\alpha _{2}&\dots &\alpha _{2}^{n-2}\\(\alpha _{3}-\alpha _{1})^{-1}&1&\alpha _{3}&\dots &\alpha _{3}^{n-2}\\\vdots &\vdots &\vdots &&\vdots \\(\alpha _{n}-\alpha _{1})^{-1}&1&\alpha _{n}&\dots &\alpha _{n}^{n-2}\\\end{pmatrix}}\prod _{j=2}^{n}(\alpha _{j}-\alpha _{1})=\det {\begin{pmatrix}1&\alpha _{2}&\dots &\alpha _{2}^{n-2}\\1&\alpha _{3}&\dots &\alpha _{3}^{n-2}\\\vdots &\vdots &&\vdots \\1&\alpha _{n}&\dots &\alpha _{n}^{n-2}\\\end{pmatrix}}\prod _{j=2}^{n}(\alpha _{j}-\alpha _{1});}
- infine applicando la formula del determinante per una matrice di Vandermonde di ordine {\displaystyle n-1}

{\displaystyle \det(V)=\left(\prod _{2\leqslant i<j\leqslant n}(\alpha _{j}-\alpha _{i})\right)\left(\prod _{j=2}^{n}(\alpha _{j}-\alpha _{1})\right)=\prod _{1\leqslant i<j\leqslant n}(\alpha _{j}-\alpha _{i}).}

### Dimostrazione alternativa
Il determinante di {\displaystyle V} è chiaramente un polinomio sui coefficienti {\displaystyle \alpha _{1},\ldots ,\alpha _{n},} e si annulla quando due righe sono uguali, ossia quando {\displaystyle \alpha _{i}=\alpha _{j}.} Ne consegue che il determinante è uguale a un polinomio {\displaystyle P(\alpha _{1},\ldots ,\alpha _{n})} moltiplicato per {\displaystyle \prod _{1\leq i<j\leq n}(\alpha _{j}-\alpha _{i})}; secondo la classica formula di Leibniz, il grado del determinante su ogni variabile è {\displaystyle n-1,} quindi il polinomio {\displaystyle P} è una costante {\displaystyle P_{n}.} Che questa costante sia esattamente 1 si può dimostrare per induzione, confrontando i coefficienti di {\displaystyle \alpha _{n}^{n-1}} ottenuti secondo la formula del determinante e secondo l'ipotesi induttiva.

## Applicazioni
Le matrici di Vandermonde descrivono i problemi di interpolazione polinomiale: i coefficienti di un polinomio {\displaystyle P(X)=c_{0}+c_{1}X+\ldots +c_{n-1}X^{n-1}} il cui grafico nel piano passa per i punti {\displaystyle (x_{1},y_{1}),\ldots ,(x_{n},y_{n})} sono le soluzioni del sistema lineare
{\displaystyle {\begin{pmatrix}1&x_{1}&x_{1}^{2}&\cdots &x_{1}^{n-1}\\1&x_{2}&x_{2}^{2}&\cdots &x_{2}^{n-1}\\\vdots &\vdots &\vdots &\ddots &\vdots \\1&x_{n}&x_{n}^{2}&\cdots &x_{n}^{n-1}\end{pmatrix}}{\begin{pmatrix}c_{0}\\c_{1}\\\vdots \\c_{n-1}\end{pmatrix}}={\begin{pmatrix}y_{1}\\y_{2}\\\vdots \\y_{n}\end{pmatrix}}.}
Le matrici di Vandermonde e i loro determinanti sono utilizzati per la formula di Frobenius, per le proprietà dei codici BCH, per l'interpolazione di Hermite, per la trasformata di Fourier discreta e per diagonalizzare le matrici compagne di un polinomio.
Le matrici di Vandermonde sono mal condizionate.